# Alexander Hays
Pour les articles homonymes, voir Hays.
Alexander Hays (8 juillet 1819 – 5 mai 1864) est un général de l'armée de l'Union de la guerre de Sécession, tué lors de la bataille de la Wilderness.

## Avant la guerre
Hays naît à Franklin, en Pennsylvanie, fils de Samuel Hays, un membre du congrès  et général de la milice de Pennsylvanie. Il étudie à l'Allegheny College, puis va à l'académie militaire de West Point dans sa dernière année, et est diplômé en 1844, vingtième sur 25 cadets (élèves-officiers). Parmi ses camarades de promotion, on retrouve les futurs généraux de la guerre de Sécession Alfred Pleasonton et Winfield S. Hancock. Il devient un ami très proche d'Ulysses S. Grant, qui a obtenu son diplôme l'année précédente. Hays est breveté en tant que second lieutenant du 8th U.S. Infantry. Il sert lors de la guerre américano-mexicaine, et obtient une distinction spéciale lors d'un engagement près d'Atlixco. En avril 1848, il démissionne de l'armée et retourne en Pennsylvanie.
Il s'installe dans le comté de Venango, où il s'engage dans la fabrication de fer entre 1848 et 1850 brièvement avant de partir pour les champs aurifères de la Californie pour chercher fortune. N'y parvenant pas, il rentre chez lui et devient ingénieur adjoint en construction pour le chemin de fer jusqu'en 1854. De 1854 à 1860, Hays est ingénieur civil pour la ville de Pittsburgh, aidant à planifier plusieurs projets de construction de pont.

## Guerre de Sécession
Au début de la guerre  de Sécession, Hays reprend du service en tant que colonel du 63rd Pennsylvania Infantry, ayant aussi le grade de capitaine dans le 16th U.S. Infantry dans l'armée régulière à la date du 14 mai 1861. Ses hommes le connaissent comme « courageux comme un lion ». Lors de la campagne de la Péninsule, il est affecté avec son régiment à la première brigade de la division de Kearny du IIIe corps d'Heintzelman. Il combat lors des batailles de Yorktown, Williamsburg, Sept Pines, Savage's Station, et Malvern Hill. À la fin de la bataille de sept jours, il est nommé lieutenant-colonel breveté dans l'armée régulière, pour acte de bravoure au combat, car Hays a mené une charge à la baïonnette avec son régiment contre les lignes ennemies afin de couvrir la retraite de sa brigade. Hays est brièvement en congé de maladie, un mois plus tard, souffrant d'une cécité partielle et d'une paralysie de son bras gauche, des blessures subies lors de la bataille.
Hays reprend le commandement du 63rd Pennsylvania au cours de la campagne de Virginie septentrionale au mois d'août et de nouveau mène une charge lors la seconde bataille de Bull Run, recevant une blessure douloureuse qui lui brise une jambe. Lors de la récupération, il est nommé brigadier général des volontaires, le 29 septembre 1862. Au début de 1863, Hays est nommé commandant de brigade dans le XXIIe corps dans les défenses de Washington, DC Sa brigade, composée en grande partie de troupes qui se sont rendues après la bataille de Harpers Ferry, est ajoutée à l'armée du Potomac en tant que troisième brigade de la troisième division du IIe corps.

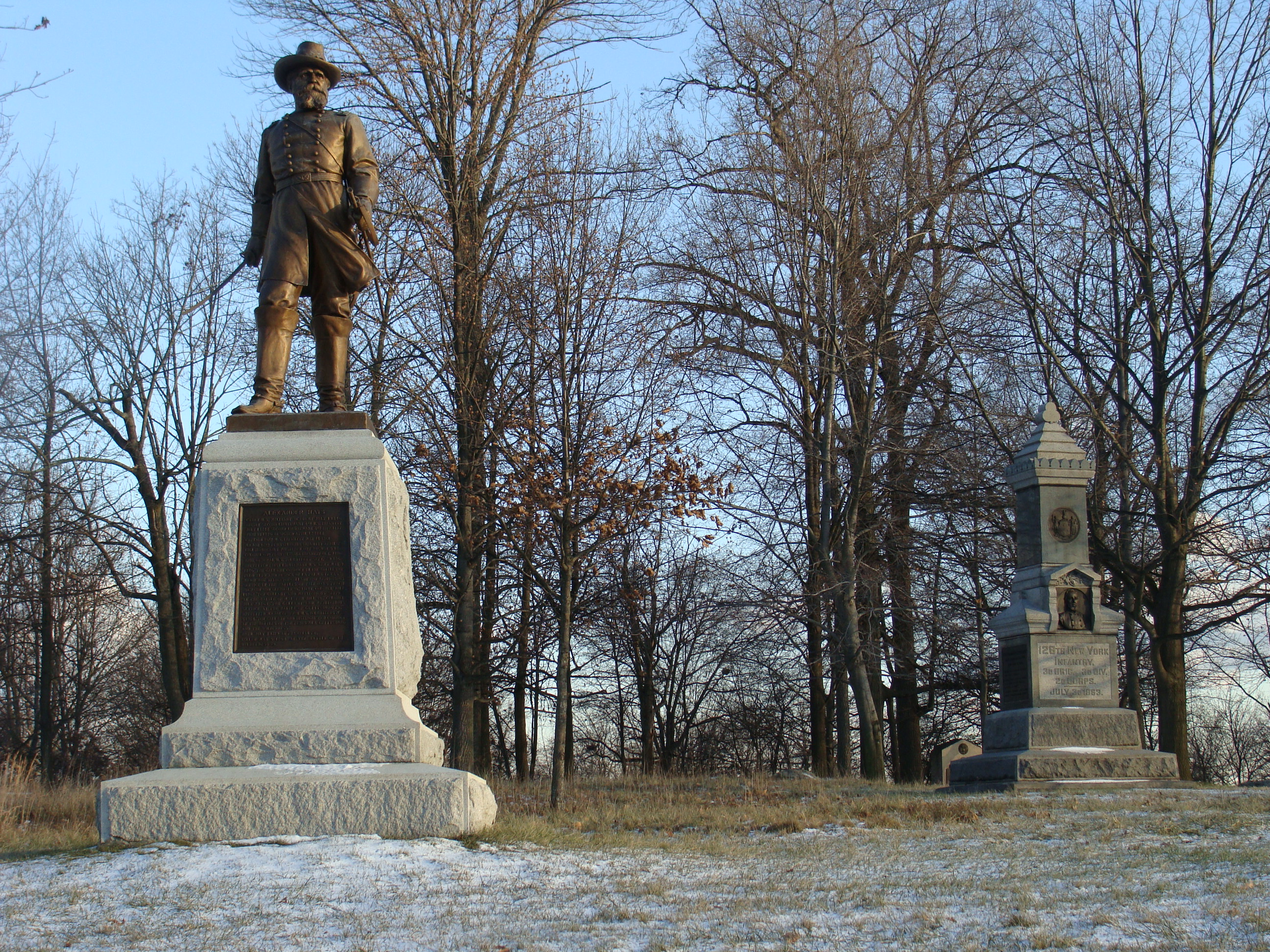
Général Alexander Hays (c. 1914) par J. Otto Schweizer, champ de bataille de Gettysburg, Gettysburg, PA.

En raison de son ancienneté, après la réaffectation de William H. French, Hays reçoit le commandement de la troisième division lors de la campagne de Gettysburg. Le colonel George L. Willard prend le commandement de la brigade de Hays. Au cours de la bataille de Gettysburg, la division de Hays défend la droite de la ligne de l'Union sur Cemetery Ridge. La division tient fermement lors du refoulement de l'attaque confédérée le 3 juillet 1863, en contre-attaquant même  le flanc gauche de la force confédérée qui attaque. La passion et de flair de Hays pour le spectaculaire conduit à un épisode marquant que les prisonniers confédérés ont enjolivé : « quand la fumée s'est dissipée, Hays, qui n'a pas été blessé mais a eu deux chevaux abattu sous lui, a embrassé son aide-de-camp dans un moment d'excitation, a saisi un drapeau de bataille rebelle et chevauchant le long de la ligne de la division l'a traîné dans la boue... ». Pour ses efforts à Gettysburg, Hays obtient le brevet de colonel dans l'armée régulière. Plus tard, retournant au commandement divisionnaire avant la campagne de Bristoe, il est engagé à Auburn et à Mine Run.
Le dernier engagement majeur de Hays en tant que commandant de division est à Morton's Ford sur la rivière Rapidan, en Virginie, le 6 février 1864. Une démonstration en force du IIe corps se transforme en un fiasco sanglant avec la division de Hays subissant 252 victimes. Des histoires au sujet d'un état d'ivresse de Hays naissent de la défaite infligée par le corps du lieutenant général confédéré Richard S. Ewell.
Lorsque l'armée du Potomac est réorganisée au début de 1864, sous l'influence de Grant, son ami, Hays est placé au commandement de la deuxième brigade de la troisième division de Birney du IIe corps. Hays est malheureux de perdre un commandement de division, mais est heureux de servir une fois de plus sous les ordres de Birney, avec qui il a fait campagne dans le IIIe corps. Au cours de la campagne de l'Overland, Hays est tué au combat près de la jonction des routes de Brock et de Plank dans la Wilderness, étant frappé à la tête par une balle Minié.
Il est enterré dans le cimetière d'Allegheny (Section 8, Lot 149) à Pittsburgh, en Pennsylvanie. Lors d'une halte de campagne à Pittsburgh pendant sa course à la présidence, Ulysses S. Grant visite la tombe de Hays et pleure ouvertement.

## Honneurs
Le poste #3 de la grande armée de la république, à Pittsburgh, est nommé en l'honneur du général Alexander Hays, comme le sont le fort Hays et la ville de Hays au Kansas. La route Alexander Hays à Bristow, en Virginie, est nommée en son honneur. La route est dans New Bristow Village à Bristow, en Virginie, adjacente au champ de bataille de Bristoe Station.